# Campeonato Mundial de Ciclismo em Estrada de 1993
Os Campeonatos do Mundo do Mundo de Ciclismo de 1993 celebraram-se em Oslo, Noruega de 17 a 23 de agosto.

## Resultado
| Event                       | Ouro                                                                                    | Ouro       | Prata                                                                               | Prata | Bronze                                                                              | Bronze |
| --------------------------- | --------------------------------------------------------------------------------------- | ---------- | ----------------------------------------------------------------------------------- | ----- | ----------------------------------------------------------------------------------- | ------ |
| Provas masculinas           |                                                                                         |            |                                                                                     |       |                                                                                     |        |
| Homens - corrida em linha   | Lance Armstrong · Estados Unidos                                                        | 6h 17' 10" | Miguel Indurain · Espanha                                                           | + 19" | Olaf Ludwig · Alemanha                                                              | s.t.   |
| Contrarrelógio por equipas  | Itália · Salvato, Contri, Brasi, Fina                                                   | -          | Alemanha · Meyer, Peschel, Rich, Walzer                                             | -     | Suíça · Jeker, Meister, Kennel, Meier                                               | -      |
| Amador - corrida em linha   | Jan Ullrich · Alemanha                                                                  | -          | Kaspars Ozers · Letônia                                                             | s.t.  | Lubor Tesar · Chéquia                                                               | s.t.   |
| Provas femininas            |                                                                                         |            |                                                                                     |       |                                                                                     |        |
| Mulheres - corrida em linha | Leontien van Moorsel · Países Baixos                                                    | 2h 21' 20" | Jeannie Longo · França                                                              | s.t.  | Laura Charameda · Estados Unidos                                                    | + 4"   |
| Contrarrelógio pro equipas  | Rússia · Olga Sokolova, Swetlana Bubnenkova, Valentina Polkhanova, Aleksandra Koliaseva | -          | Estados Unidos · Deirdre Demet-Barry, Eve Stephenson, Jeannie Golay, Janice Bolland | -     | Itália · Roberta Bonanomi, Alessandra Cappellotto, Michela Fanini, Fabiana Luperini | -      |

## Medalheiro
| Posição | País           | Ouro | Prata | Bronze | Total |
| ------- | -------------- | ---- | ----- | ------ | ----- |
| 1       | Estados Unidos | 1    | 1     | 1      | 3     |
| 1       | Alemanha       | 1    | 1     | 1      | 3     |
| 3       | Itália         | 1    | 0     | 1      | 2     |
| 4       | Rússia         | 1    | 0     | 0      | 1     |
| 4       | Países Baixos  | 1    | 0     | 0      | 1     |
| 6       | França         | 0    | 1     | 0      | 1     |
| 6       | Letônia        | 0    | 1     | 0      | 1     |
| 6       | Espanha        | 0    | 1     | 0      | 1     |
| 9       | Chéquia        | 0    | 0     | 1      | 1     |
| 9       | Suíça          | 0    | 0     | 1      | 1     |
| Total   | Total          | 5    | 5     | 5      | 15    |